# Spårjokern
Spårjokern (finska: Raide-Jokeri), som trafikeras av snabbspårvägslinje 15, är en 25 km lång tvärgående snabbspårväg i Helsingforsregionen mellan Kägeludden i Esbo stad och Östra centrum i Helsingfors stad. Spårjokern ersatte stombusslinjen 550. Byggarbetena inleddes officiellt 3 juni 2019 och spårvägen togs i bruk i oktober 2023.

## Planering
År 1990 presenterade Helsingfors stad en plan på en tvärgående snabbspårväg mellan Östra centrum och Alberga, och kallade den för Jokern (på finska Jokeri, Joukkoliikenteen kehämäinen raideinvestointi – "En ringliknande spårinvestering för kollektivtrafiken"). Linjens längd var då 21 km och kostnadskalkylen 750 miljoner mark. I huvudstadsregionens trafiksystemplan 1994 presenterades Spårjokern som ett projekt som omedelbart skulle inledas. Planerna på en snabbspårväg övergavs då planeringsdirektören på Helsingfors stads trafikverk som planerat linjen gick i pension och linjen planerades i stället för busstrafik, eftersom spårvägens kostnader ansågs vara för höga i förhållande till den uppskattade passagerarmängden. Spårjokerns passagerarmängd uppskattades ändå vara större än den betydligt dyrare Nordsjögrenen i Helsingfors metro, som man beslöt bygga. I huvudstadsregionens trafiksystemplan PLJ 1998 beslöts att Spårjokerns planering och byggskede skulle skjutas upp till projektkorgen för projekt efter 2030.
Buss-Jokern, det vill säga stomlinje 550, inledde trafikering i augusti 2003. Buss-Jokerns passagerartal har varit mycket högre än beräknat och den har dragits med problem som överbelastning och kedjebildning, vilket har gjort att planerna på en snabbspårväg tidigarelades. År 2015 hade stomlinje 550 40 000 passagerare på vardagar, men uppskattas ha upp till 90 000 potentiella användare 2025, vilket överskrider busslinjens kapacitet.
Snabbspårvägens preliminära utredningsplan blev klar i maj 2009. På basen av planen fick man en allmän kostnadsuppskattning på 212 miljoner euro och det blev möjligt att uppdatera markreserveringar i detaljplaner. Helsingfors stadsplaneringsnämnd rekommenderade att fortsätta med projektplanen omedelbart. Helsingfors stads trafikverk beslöt 2009 att utreda om det fortfarande finns förutsättningar för Jokern att utvecklas som buss- eller trådbusslinje. Helsingforsregionens trafik gjorde ännu en skild trådbussutredning 2011. År 2003 hade SAD och kommunikationsministeriet beställt en utredning av ett tyskt konsultföretag om möjligheterna att integrera Spårjokern med Helsingfors metrosystem så att spårvagnarna också kunde köra på metrobanan. Omfattningen av de förändringar som skulle behövas i spårvägssystemet och hela integreringsprojektets lönsamhet gjorde att idén övergavs.
I Helsingforsregionens trafiksystemplan HLJ 2011 listades Spårjokern redan som ett projekt som skulle genomföras innan 2020, men i prioritetsordning låg den näst sist på denna lista, efter bland annat Centrumslingan, samt utvidgandet av metro- och stadsbanorna. Om projektordningen var ändå bestämt att ett försenat projekt inte får försena inledningen av följande projekt. I projektbedömningen 2011 konstaterades att Spårjokern är ett nödvändigt projekt och dessutom ekonomiskt lönsam för kommunerna, eftersom dess kostnadsnyttokalkyl gav värdet 1,25. Tack vare en mera effektiv markanvändning beräknas det i framtiden bo 23 000 flera invånare längs med spårvägen och 14 000 flera arbetsplatser byggas jämfört med att linjen fortsättningsvis skulle trafikeras med bussar. Endast inom Helsingfors stad beräknas Spårjokerns helhetspotential var cirka 92 000 invånare och 48 000 arbetsplatser fram till 2050. År 2040 beräknas Spårjokern ha 102 000 passagerare på vardagar.

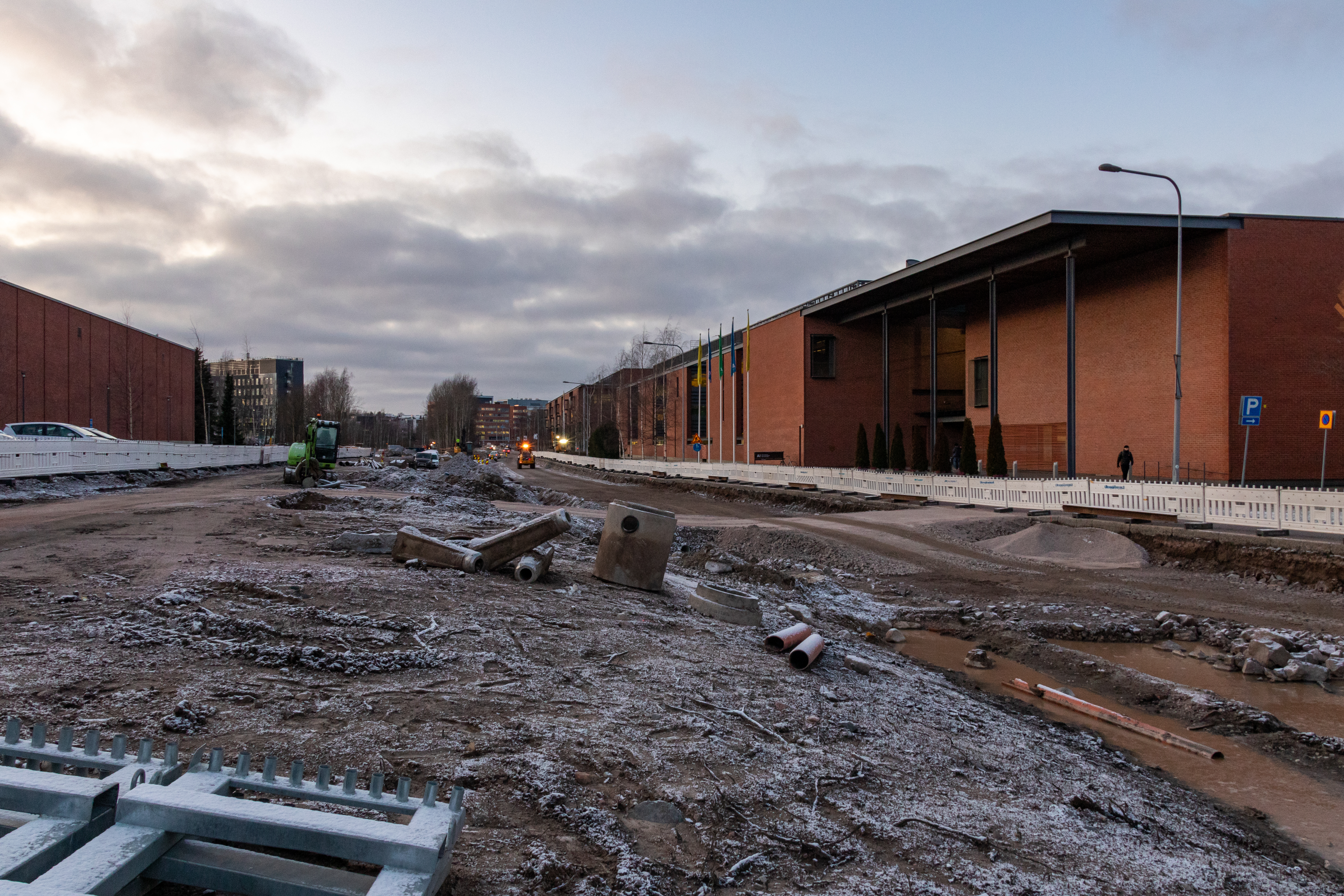
Byggarbeten på Marvägen i Otnäs i december 2019.

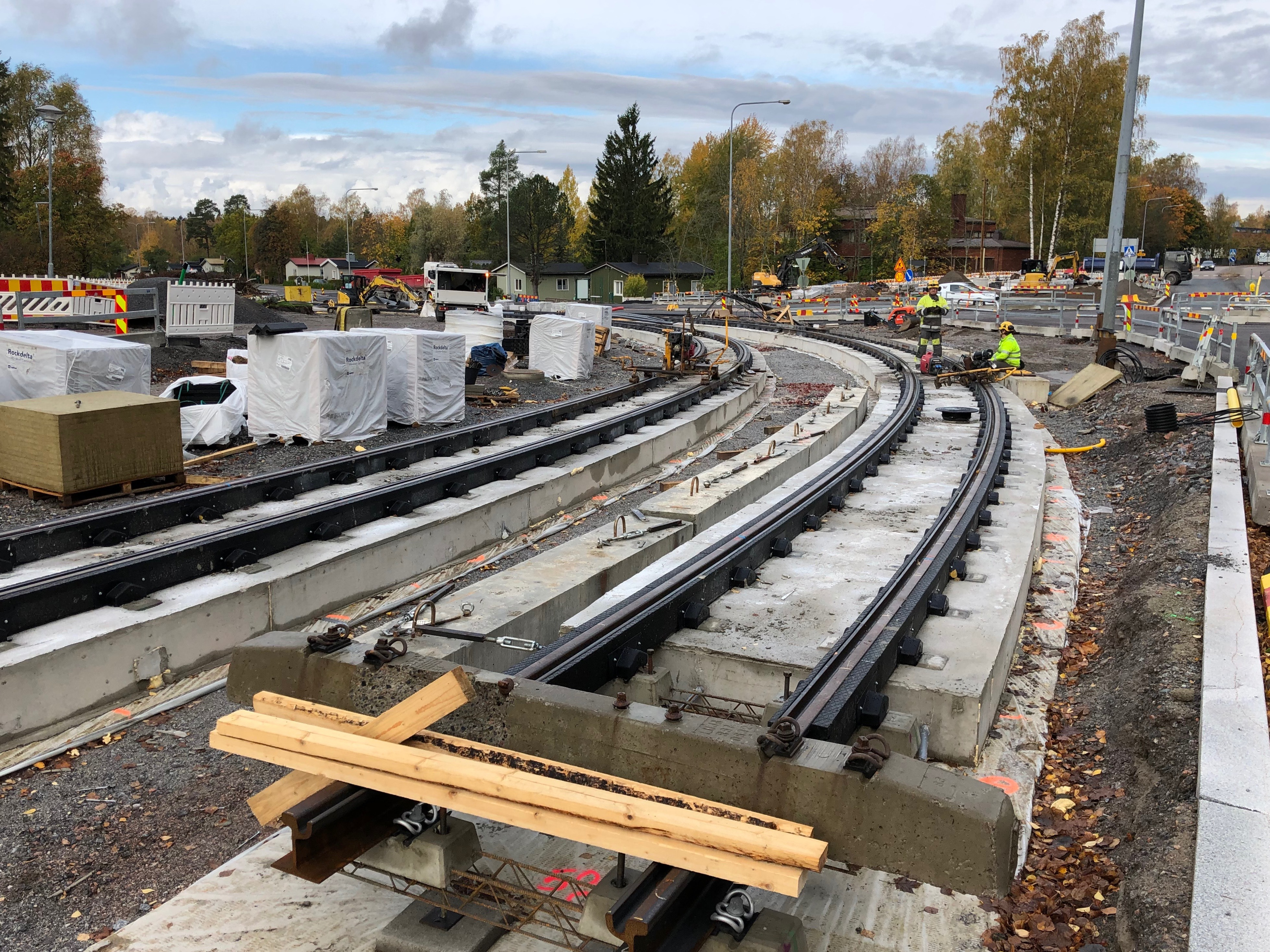
Spår byggs i korsningen av Baggbölevägen och Birgittavägen i Åggelby i oktober 2020.

År 2013 ingick Spårjokern i Helsingfors stadsplaneringskontors investeringsplan i perioden 2017–2020. I Helsingforsregionens trafiksystemplan HLJ 2015 föreslogs Spårjokern genomföras innan 2025.
Spårjokerns projektplan blev klar i januari 2016. I projektplanen uppskattades byggkostnaden vara 275 miljoner euro. Busslinjens konvertering till spårväg gick framåt då Finlands regering lovade budgetmedel för projektet i rambudgetförhandlingarna 5 april 2016. Staten påskyndade projektet genom att lova betala en tredjedel av investeringen, det vill säga 84 miljoner euro, förutsatt att kommunernas beslut och byggandet sker möjligast fort. Esbo stadsfullmäktige beslöt 13 juni 2016 att godkänna projektet med rösterna 59–16 och Helsingfors stadsfullmäktige beslöt godkänna projektet enhälligt 15 juni 2016. Då båda kommunerna beslutit att fortsätta med projektet inleddes den mera detaljerade planeringen av genomförandet.
Nödvändiga detaljplaneändringar och gatuplaner genomfördes 2017–2019. Projektets entreprenör upphandlades under 2017 och i november 2017 valdes YIT och VR Track till entreprenörer. Spårjokern genomförs som ett så kallat alliansprojekt, det vill säga projektet genomförs som kommunernas gemensamma projekt utan ett skilt aktiebolag som beställare och utförare. Målet var att inleda byggarbetena senast i början av 2019. Projektets budget har i oktober 2017 bekräftats vara 275 miljoner euro, varav byggnadskostnaden är cirka 205–225 miljoner euro. Kostnaderna för de optioner som ingår i planen, ett förbindelsespår och depåer, är cirka 100 miljoner euro. Den kostnadsberäkning som presenterades i november 2018 beräknade kostnaden till 367 miljoner euro uttryckt i prisnivån år 2015, varav depån beräknades kosta 64 miljoner. Spårjokerns slutgiltiga kostnadsberäkning blev klar i januari 2019 och den preciserade kostnaden uppskattades till 386 miljoner euro i prisnivån december 2018. Helsingfors stadsfullmäktige godkände kostnadsberäkningen 13 mars och Esbo stadsfullmäktige 29 april 2019, vilket betydde att byggandet kunde inledas.

## Byggande

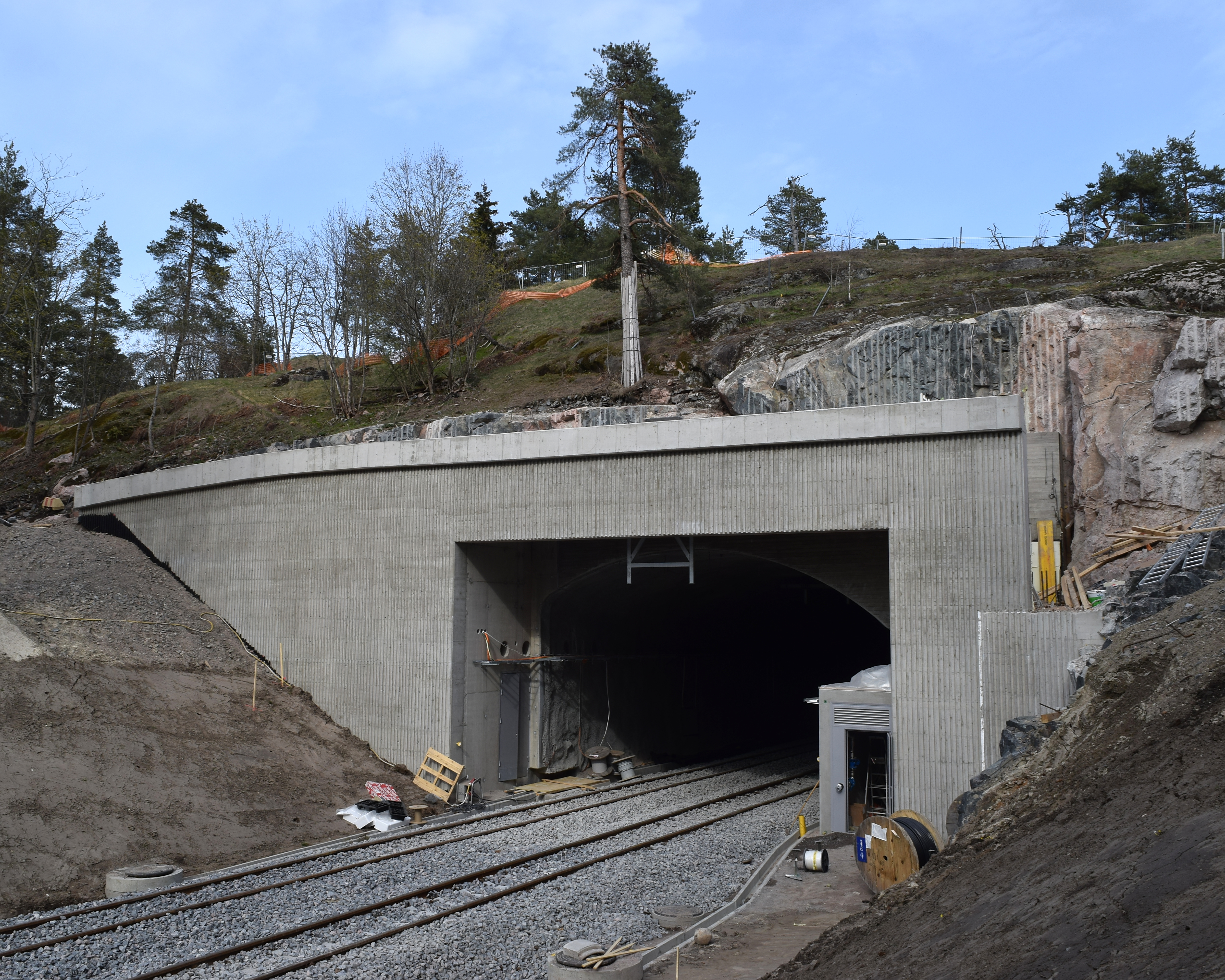
Batteribackens västra tunnelöppning i maj 2022.

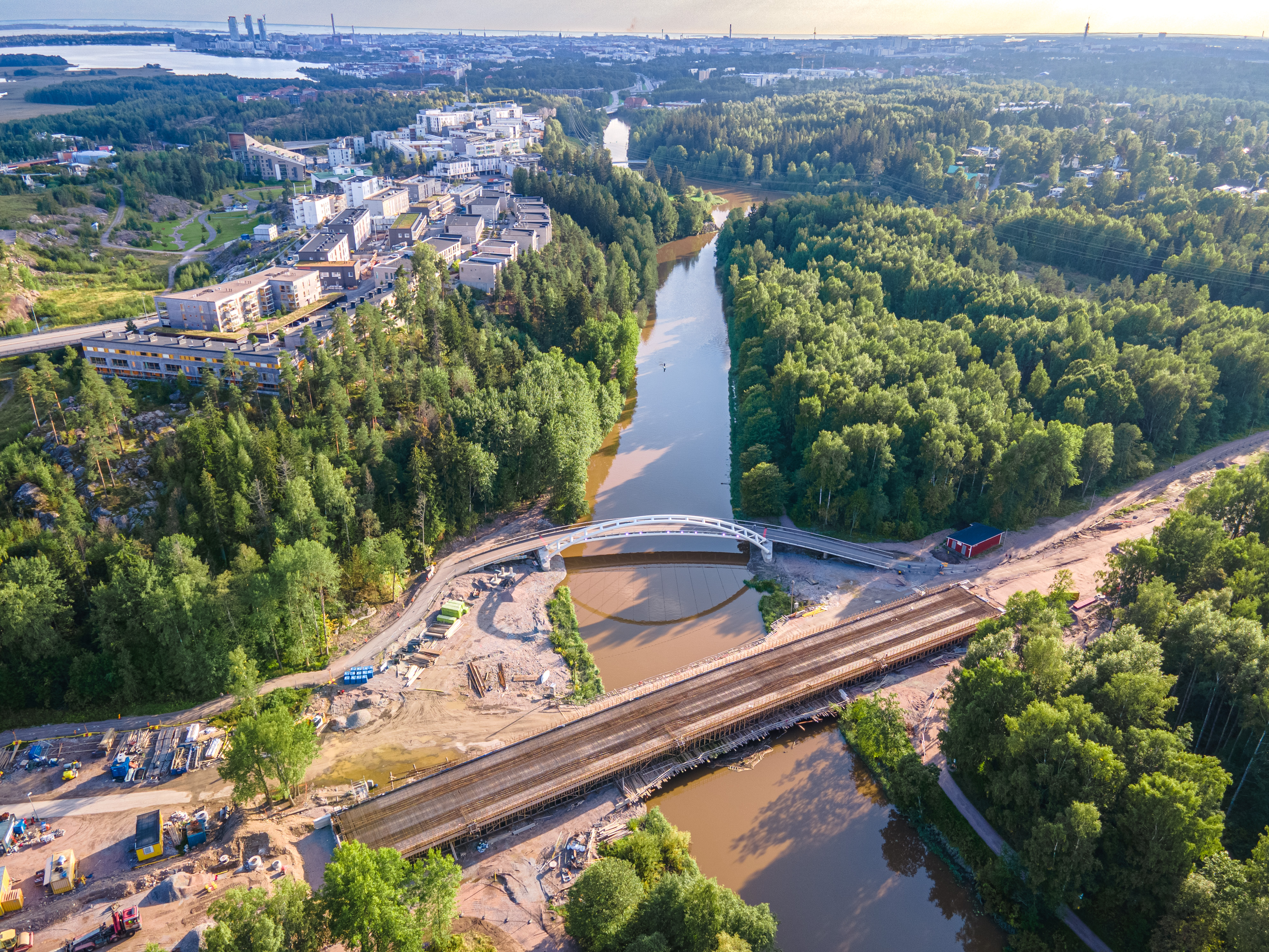
Broarbetena över Vanda å i augusti 2021.

Byggarbetena inleddes officiellt 3 juni 2019 med målet att spårvägen blir klar 2024.
Genast i början av projektet uppstod svårigheter då en miljöförening och en invånarförening ansökte om åtgärdsförbud för trädfällning kring tunnelöppningarna på Batteribacken i Sockenbacka på grund av förekomsten av flygekorrar. NTM-centralen och Helsingfors förvaltningsdomstol förkastade ansökan, men Högsta förvaltningsdomstolen införde åtgärdsförbud i juli 2019. I maj 2020 beslöt NTM-centralen att Spårjokerns arbeten inte kan inledas på Batteribacken och Helsingfors stad ansökte därför om tillstånd att avvika från skyddet av flygekorrar på Batteribacken. I juli utfärdade NTM-centralen ett undantagstillstånd, men beslutet överklagades av miljöföreningen och invånarföreningen. Helsingfors förvaltningsdomstol avslog överklagan, vilket överklagades till Högsta förvaltningsdomstolen. I mitten av februari 2021 inleddes trädfällningen vid den östra tunnelöppningen som inte hade verkställighetsförbud och 19 februari 2021 förkastade Högsta förvaltningsdomstolen besvären och trädfällningen kunde inledas också vid den västra tunnelöppningen. Byggandet av själva tunneln kunde ändå inledas redan i februari 2020 genom att man i stället för att spränga tunneln från dess ändor schaktade tunneln via en befintlig bergssilo i närheten.
Under det första byggnadsåret, fram till juni 2020, hade redan de första dubbelspåren lagts på fyra gator, totalt 500 meter. Då två år av byggarbetena pågått, fram till våren 2021, hade 55 % av byggarbetena genomförts och 11 km dubbelräls hade lagts. Sommaren 2021 var den mest intensiva för projektet. Då meddelades också att trafikeringen kan inledas fem månader tidigare än beräknat, redan i början av 2024. Hösten 2021 var 75 % av byggarbetet klart och 21 av 25 kilometer räls var redan lagd. Arbetena framskred snabbare än planerat då det ursprungligen var tänkt att ha 20 km räls klart innan årsskiftet. I slutet av 2021 var de flesta gator klara i Esbo och arbeten återstod endast vid ändhållplatsen i Kägeludden och i Alberga. Flera gator blev också klara i Helsingfors under 2021, bland annat kunde tunneln vid Hoplax station återöppnas för busstrafik. I augusti 2022 var alla spåren klara mellan de båda ändstationerna.
I slutet av oktober 2022 kopplades elen på i kontaktledningarna för att kunna inleda provkörningarna i början av november. Provkörningarna görs stegvis från depån i Kasåker. I december 2022 överläts de sista färdiga gatuavsnitten officiellt till Helsingfors stad. De sista kontakledningarna installerades på 2023 års sida kring de båda ändstationerna. Projektet blev klart i juni 2023, efter att provkörningarna avklarats. Anläggningen överläts till ägarna Helsingfors och Esbo städer samt Stadstrafik Ab i augusti 2023. Trafiken kunde inledas först i oktober då tillräckligt många nya spårvagnar hade levererats, eftersom den ursprungliga ibruktagningen var planerad till sommaren 2024.
I samband med byggandet har också annan intilliggande infrastruktur förbättrats, såsom vattenledningar och cykelvägar.

## Banan

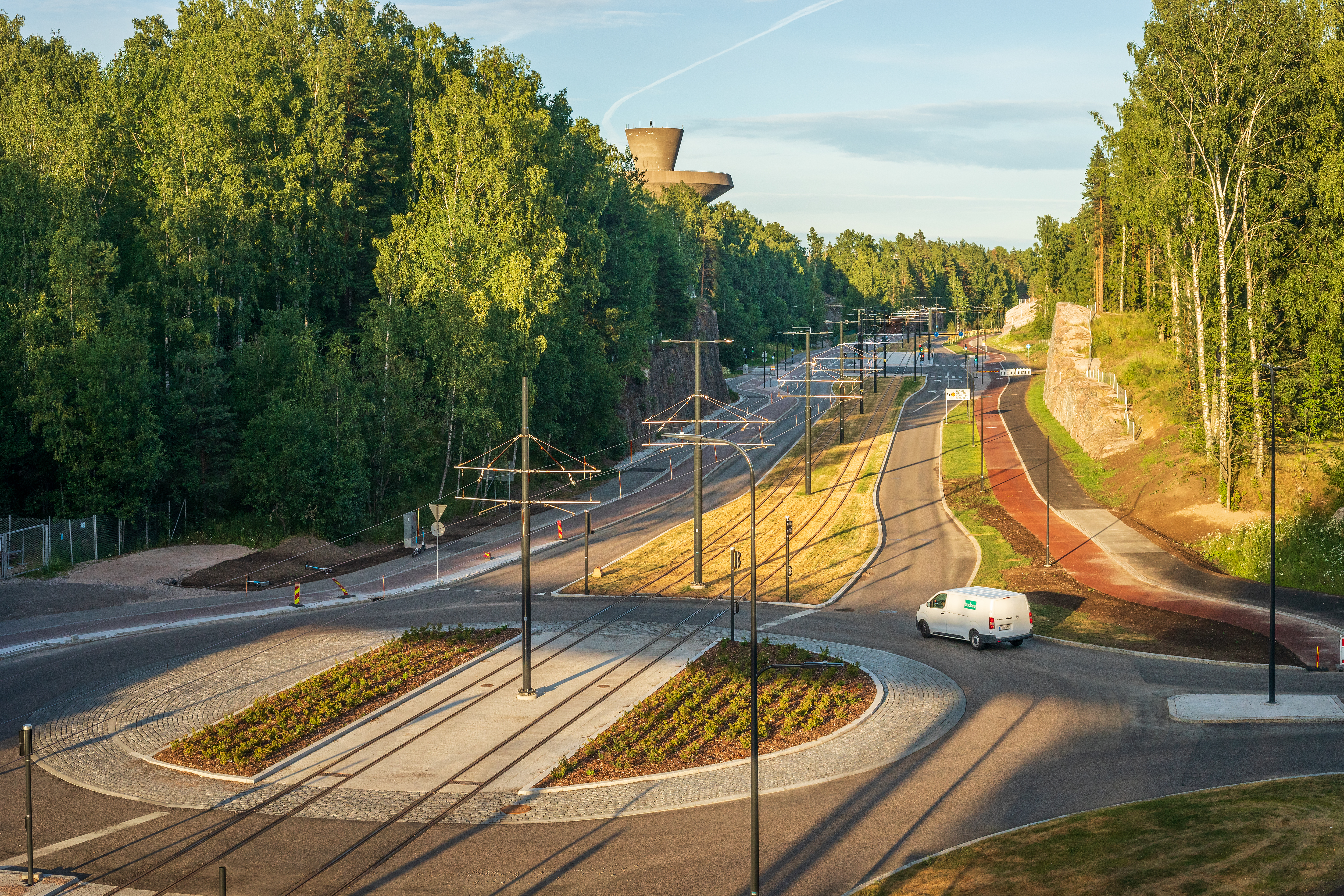
Spårjokerns spår på Filarvägen.

Spårjokern är totalt cirka 25 km lång, varav 16 km ligger inom Helsingfors stad och 9 km i Esbo stad. Spårjokerns rutt motsvarar i stora drag rutten för den tidigare stombusslinjen 550, men går till största delen på sin egen bana skild från övrig trafik. På så vis garanteras en möjligast snabb och störningsfri trafikering. Biltrafik möts i korsningar, men spårvägen får företräde i trafikljus.
Stombusslinjen 550 gick i Esbo från Bredvik via Hagalund till Westendstationen, medan spårvägen planerades gå via Otnäs kampus till en ny ändhållplats vid Kägeluddens metrostation. Ursprungligen planerades spårvägen gå till Hagalund, men i planer från 2013 ändrades rutten till en mera ändamålsenlig dragning via Otnäs. I Helsingforsändan är ändhållplatsen vid Östra centrums metrostation, vilket också var ändhållpalts för stombusslinje 550. Spårvägen har 34 hållplatspar med i medeltal 800 meters mellanrum. Hållplatserna är placerade i närheten av nuvarande och kommande bostadsområden på så sätt att det uppstår snabba byten till pendeltåg, metro och busslinjer. Linjen kommer att köras som tätast med 6 minuters intervall beroende på vilken tid på dygnet och resetiden från ända till ända beräknas vara cirka en timme.
För Spårjokern byggdes åtminstone sex nya broar över ring- och riksvägar samt över Vanda å, och dessutom en 400 meter lång betong- och bergtunnel under Batteribacken i Sockenbacka. En huvuddepå med 29 platser byggdes på Kasåkers industriområde och ursprungligen planerades också en sidodepå med 14 platser i Bredvik, som inte byggts. I Kasåker placerades förutom uppställningsspår också service- och verkstadsutrymmen. I Bredvik hade man planerat förutom uppställningsspår också två lättservicespår för mindre servicearbeten och inspektioner.
Längs med hela sträckan byggdes dubbelspår, med sidbytesplatser med jämna mellanrum, så att till exempel en söndrig spårvagn kan passeras utan trafikstopp. Spårjokern använder samma spårbredd som Helsingfors spårvägar, 1 000 millimeter. Också 1 435 mm hade varit ett alternativ, men man ville gärna att vagnarna och infrastrukturen är möjligast kompatibel med det nuvarande spårvägsnätverket och Artic-vagnarna som används där.

## Spårkarta

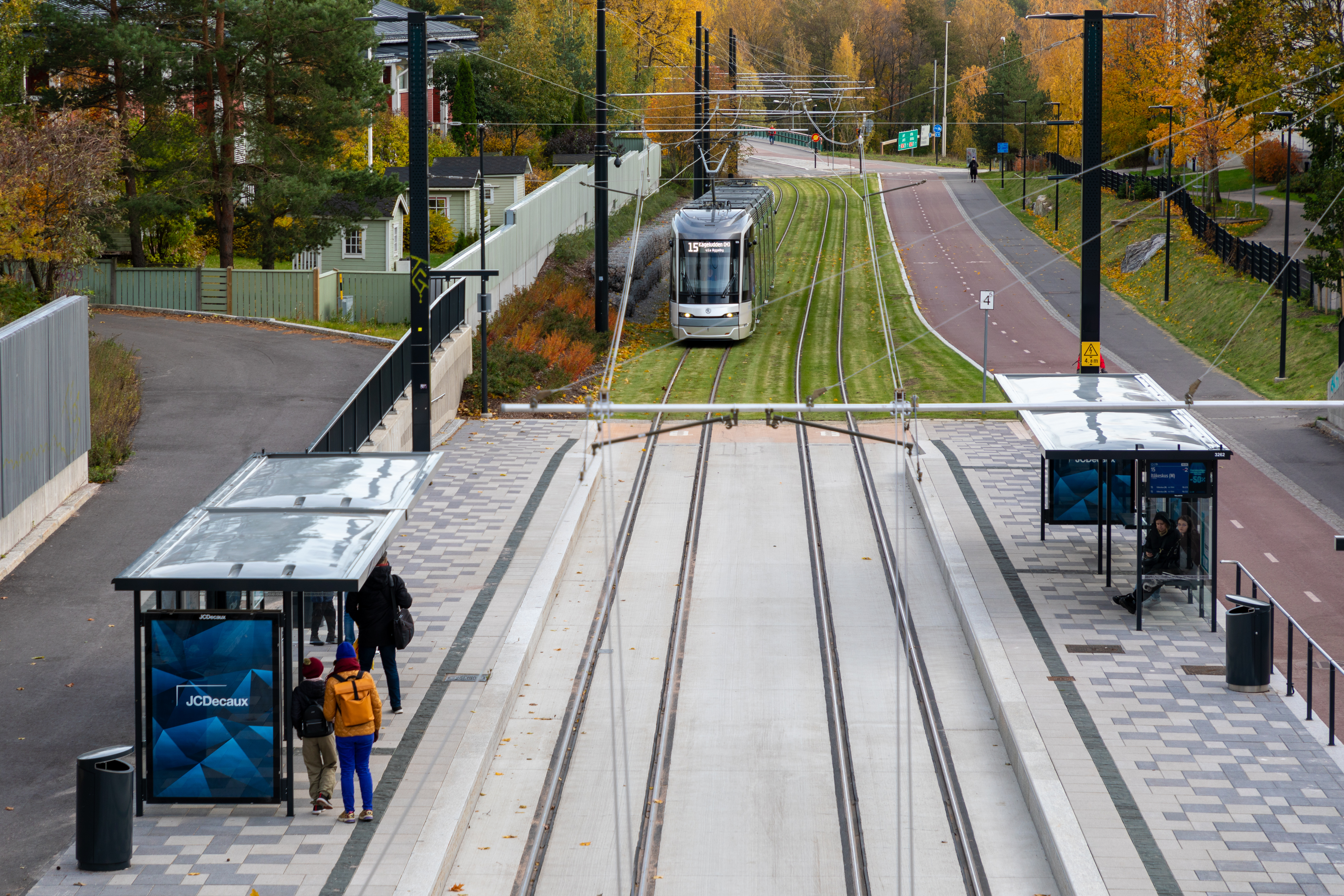
Hållplats Viksbacka

|  | Urban head station | Urban tunnel station on track |

|  | Urban stop on track | Urban tunnel straight track |

|  | Urban station on track | Urban tunnel station on track |

|  | Urban stop on track | Unknown BSicon "utSTRl" |

| Urban stop on track |

| Unknown BSicon "uSKRZ-Ao" |

| Urban stop on track |

| Unknown BSicon "uSKRZ-Ao" |

| Urban stop on track |

|  | Urban stop on track | Unknown BSicon "STR+l" |

|  | Urban station on track | Station on track |

|  | Unknown BSicon "uSKRZ-Au" | Unknown BSicon "SKRZ-Au" |

|  | Urban stop on track | One way leftward |

| Urban stop on track |

| Urban stop on track |

| Unknown BSicon "uTUNNEL2" |

| Urban stop on track |

| Urban stop on track |

| Urban stop on track |

| Urban stop on track |

| Unknown BSicon "utSTRa" |

| Transverse track | Unknown BSicon "umtTBHFu" | Transverse track |

| Unknown BSicon "utSTRe" |

| Urban stop on track |

| Unknown BSicon "uSKRZ-Au" |

| Urban stop on track |

| Urban stop on track |

| Urban stop on track |

| Urban stop on track |

| Unknown BSicon "uSKRZ-Ao" |

| Urban stop on track |

| Urban stop on track |

| Urban stop on track |

|  | Waterway under railway bridge | Unknown BSicon "STR+r" |

|  | Urban station on track | Station on track |

|  | Urban stop on track | One way leftward |

| Unknown BSicon "uhKRZWae" |

| Urban stop on track |

| Unknown BSicon "uSKRZ-Ao" |

| Urban stop on track |

| Urban stop on track |

| Urban stop on track |

| Urban stop on track |

|  | Unknown BSicon "uABZgl+l" | Unknown BSicon "uKDSTeq" |

| Unknown BSicon "uSTR+r" | Urban stop on track |  |

| Unknown BSicon "uABZgl+l" | Unknown BSicon "uKRZu" |  |

| Unknown BSicon "utBHFa@g" | Urban end station |  |

## Spårvagnar

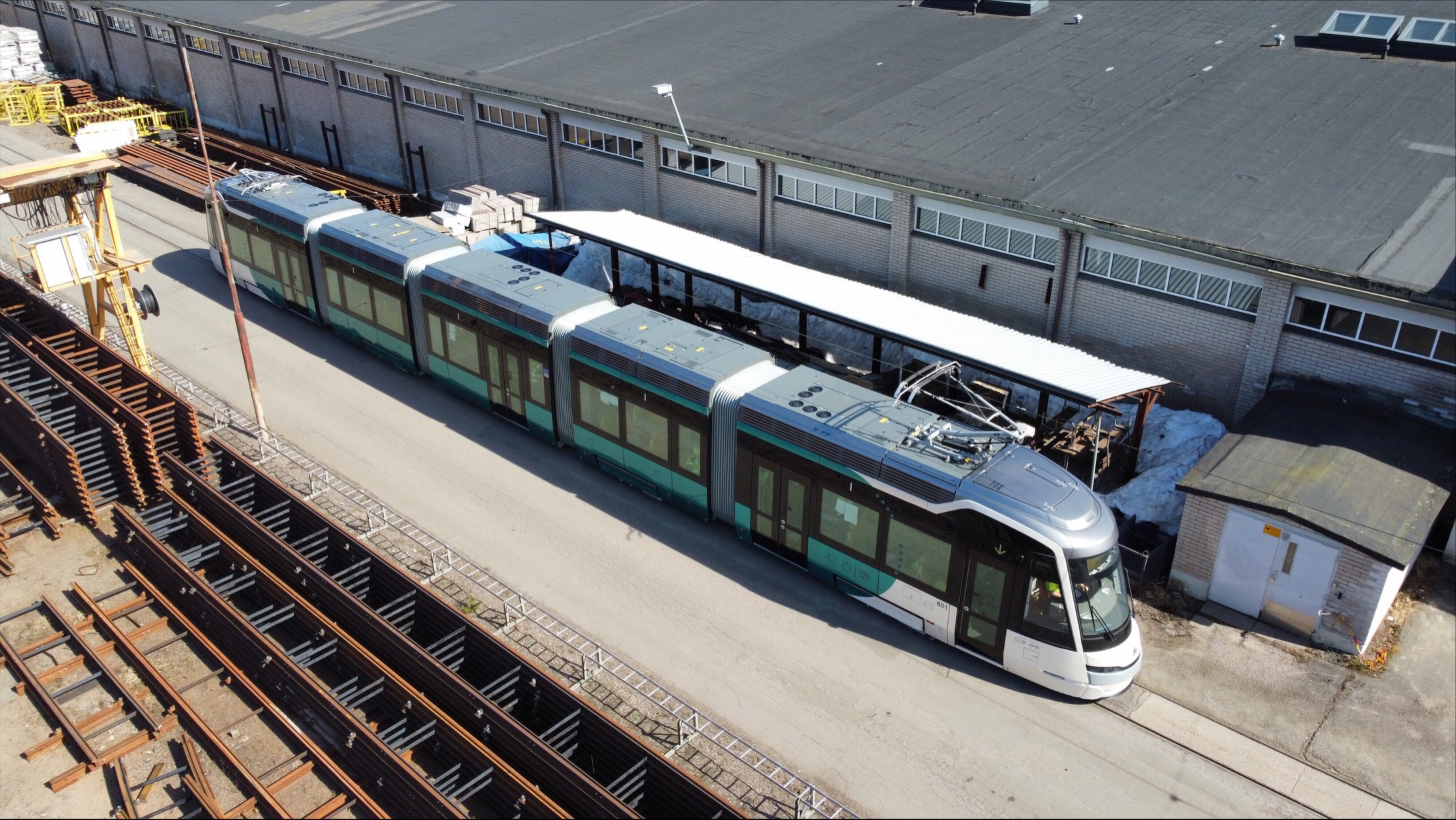
ForCity Smart Artic X54 på Forsby depå.

Spårjokern trafikeras av Artic-vagnar tillverkade av Transtech på fabriken i Otanmäki. Vagnarna är 34 meter långa och kan i efterhand förlängas till 44 meter. Denna modell, som är längre än innerstadens spårvagnar, kallas ForCity Smart Artic X54. Transtech har planerat vagnarnas tekniska lösningar och för design och utseende står Idis Design från Åbo. Till skillnad från Bussjokerns orangea färgsättning är Spårjokerns vagnar vita och petrolblå. 
Vagnarnas maximikapacitet är 78 sittplatser och 209 ståplatser, vilket betyder att Spårjokerns vagnar tar tre gånger mera passagerare än den tidigare stombusslinjens bussar. Vagnarna har en styrhytt i båda ändorna, så vändslingor behövs inte, utan vagnen kan köras i båda riktningarna. Vagnarna har också dörrar på båda sidorna. Vagnens topphastighet är 80 km/h och medelhastigheten 25 km/h. Spårjokern är märkbart snabbare än Helsingfors innerstadsspårvägar där medelhastigheten är bara 13–15 km/h.
För Spårjokern beställdes 29 vagnar. För provkörningar användes i mars 2017 en metallram i rätt storlek för att testa om den får plats i det nuvarande spårvägsnätverket. Transtech har också byggt en modell i trä för att bland annat testa tillgängligheten. Prototypvagnen anlände till Helsingfors i april 2021. Proptotypvagnen testas först på de befintliga spårvägslinjerna i innerstaden från och med sommaren 2021. Serieproduktion av vagnarna inleddes efter provkörningsperioden och de började levereras i slutet av 2022. Då trafiken inleddes i oktober 2023 var inte alla vagnar klara, utan de sista levereras sommaren 2024.

## Lista över hållplatser
| Namn                    | Avstånd från Kägeludden i kilometer | Anslutningar till annan spårtrafik                     | Koordinater                                     | Kommun      |
| ----------------------- | ----------------------------------- | ------------------------------------------------------ | ----------------------------------------------- | ----------- |
| Kägeludden              | 00,0                                | Helsingfors metro (M1, M2)                             | 60°10′37″N 24°49′51″Ö / 60.177078°N 24.830786°Ö | Esbo        |
| Otstranden              | 00,6                                |                                                        | 60°10′51″N 24°50′03″Ö / 60.18086°N 24.83427°Ö   | Esbo        |
| Aalto-universitetet     | 01,2                                | Helsingfors metro (M1, M2)                             | 60°11′04″N 24°49′38″Ö / 60.18443°N 24.82733°Ö   | Esbo        |
| Maren                   | 02,1                                |                                                        | 60°11′15″N 24°48′42″Ö / 60.187387°N 24.811740°Ö | Esbo        |
| Lahdenpohja             | 03,6                                |                                                        | 60°11′57″N 24°48′35″Ö / 60.19915°N 24.80968°Ö   | Esbo        |
| Bredvik                 | 04,6                                |                                                        | 60°12′20″N 24°48′31″Ö / 60.20546°N 24.808504°Ö  | Esbo        |
| Befästningsvägen        | 05,1                                |                                                        | 60°12′37″N 24°48′43″Ö / 60.21023°N 24.81205°Ö   | Esbo        |
| Albergaesplanaden       | 05,8                                |                                                        | 60°12′52″N 24°48′39″Ö / 60.214352°N 24.810859°Ö | Esbo        |
| Alberga järnvägsstation | 06,3                                | Huvudstadsregionens närtrafik (A, E, L, U, X, Y)       | 60°13′04″N 24°48′50″Ö / 60.217787°N 24.813816°Ö | Esbo        |
| Bergans                 | 06,9                                |                                                        | 60°13′02″N 24°49′22″Ö / 60.217351°N 24.822914°Ö | Esbo        |
| Vermo                   | 07,6                                |                                                        | 60°13′01″N 24°49′57″Ö / 60.216972°N 24.832519°Ö | Esbo        |
| Travvägen               | 08,3                                |                                                        | 60°13′09″N 24°50′52″Ö / 60.219098°N 24.847721°Ö | Esbo        |
| Tali koloniträdgård     | 09,3                                |                                                        | 60°13′12″N 24°51′46″Ö / 60.219898°N 24.862717°Ö | Helsingfors |
| Smedjevägen             | 09,8                                |                                                        | 60°13′02″N 24°52′13″Ö / 60.217112°N 24.870264°Ö | Helsingfors |
| Väverivägen             | 10,2                                |                                                        | 60°12′54″N 24°52′34″Ö / 60.215111°N 24.876227°Ö | Helsingfors |
| Vichtisvägen            | 10,8                                |                                                        | 60°12′53″N 24°53′13″Ö / 60.214671°N 24.886833°Ö | Helsingfors |
| Hoplax järnvägsstation  | 11,4                                | Huvudstadsregionens närtrafik (A, E, I, L, P, U, X, Y) | 60°13′07″N 24°53′33″Ö / 60.218713°N 24.892612°Ö | Helsingfors |
| Ilkkavägen              | 12,2                                |                                                        | 60°13′29″N 24°53′53″Ö / 60.22482°N 24.898136°Ö  | Helsingfors |
| Tavastehusleden         | 12,7                                |                                                        | 60°13′39″N 24°54′24″Ö / 60.227625°N 24.906788°Ö | Helsingfors |
| Britas                  | 13,5                                |                                                        | 60°13′51″N 24°55′12″Ö / 60.230857°N 24.920120°Ö | Helsingfors |
| Birgittavägen           | 14,3                                |                                                        | 60°14′03″N 24°55′50″Ö / 60.234112°N 24.930664°Ö | Helsingfors |
| Månsas                  | 14,7                                |                                                        | 60°18′51″N 24°56′03″Ö / 60.31428°N 24.934195°Ö  | Helsingfors |
| Gustavsgård             | 15,4                                |                                                        | 60°13′48″N 24°56′50″Ö / 60.230053°N 24.947116°Ö | Helsingfors |
| Djäkneparken            | 16,0                                |                                                        | 60°13′55″N 24°57′24″Ö / 60.232073°N 24.956576°Ö | Helsingfors |
| Åggelby centrum         | 16,5                                |                                                        | 60°13′44″N 24°57′51″Ö / 60.228814°N 24.964170°Ö | Helsingfors |
| Åggelby järnvägsstation | 17,0                                | Huvudstadsregionens närtrafik (D, I, K, P, R, T)       | 60°13′44″N 24°58′06″Ö / 60.228817°N 24.968449°Ö | Helsingfors |
| Grindbacka              | 17,6                                |                                                        | 60°13′52″N 24°58′45″Ö / 60.231102°N 24.979228°Ö | Helsingfors |
| Viksbacka               | 18,8                                |                                                        | 60°13′48″N 24°59′55″Ö / 60.229870°N 24.998743°Ö | Helsingfors |
| Viks forskarpark        | 19,8                                |                                                        | 60°13′38″N 25°00′43″Ö / 60.227171°N 25.011950°Ö | Helsingfors |
| Ladugården              | 20,5                                |                                                        | 60°13′25″N 25°01′19″Ö / 60.223575°N 25.021877°Ö | Helsingfors |
| Björnklippan            | 22,1                                |                                                        | 60°13′06″N 25°02′55″Ö / 60.218261°N 25.048700°Ö | Helsingfors |
| Handelskvarnsvägen      | 22,8                                |                                                        | 60°12′53″N 25°03′31″Ö / 60.214809°N 25.058615°Ö | Helsingfors |
| Kasåkern                | 23,5                                |                                                        | 60°12′34″N 25°03′31″Ö / 60.209441°N 25.058647°Ö | Helsingfors |
| Östra centrum           | 24,5                                | Helsingfors metro (M1, M2)                             | 60°12′35″N 25°04′29″Ö / 60.209680°N 25.074837°Ö | Helsingfors |

## Problem

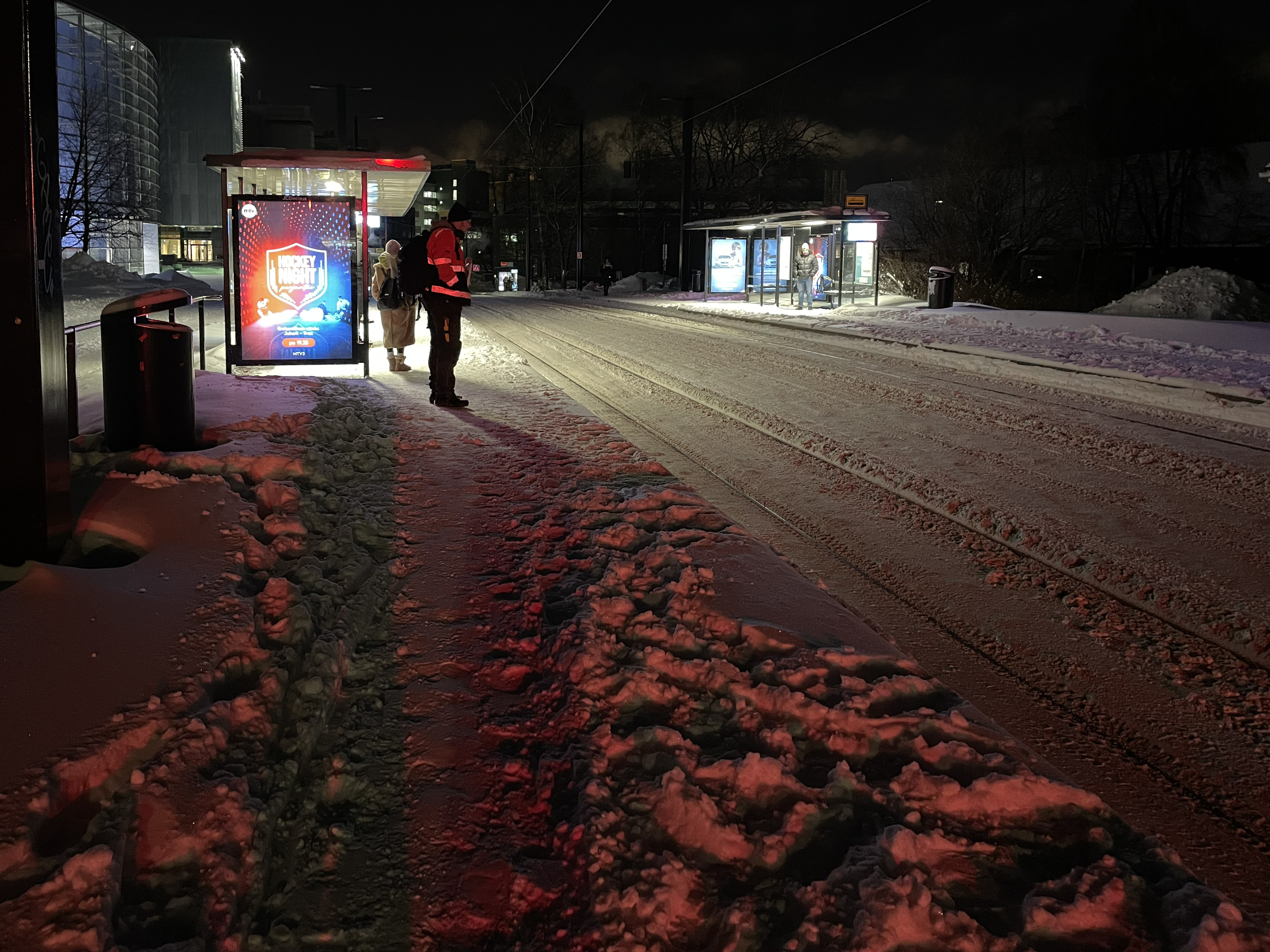
Spårvägen i Viks forskarpark utan gatubelysning i januari 2024.

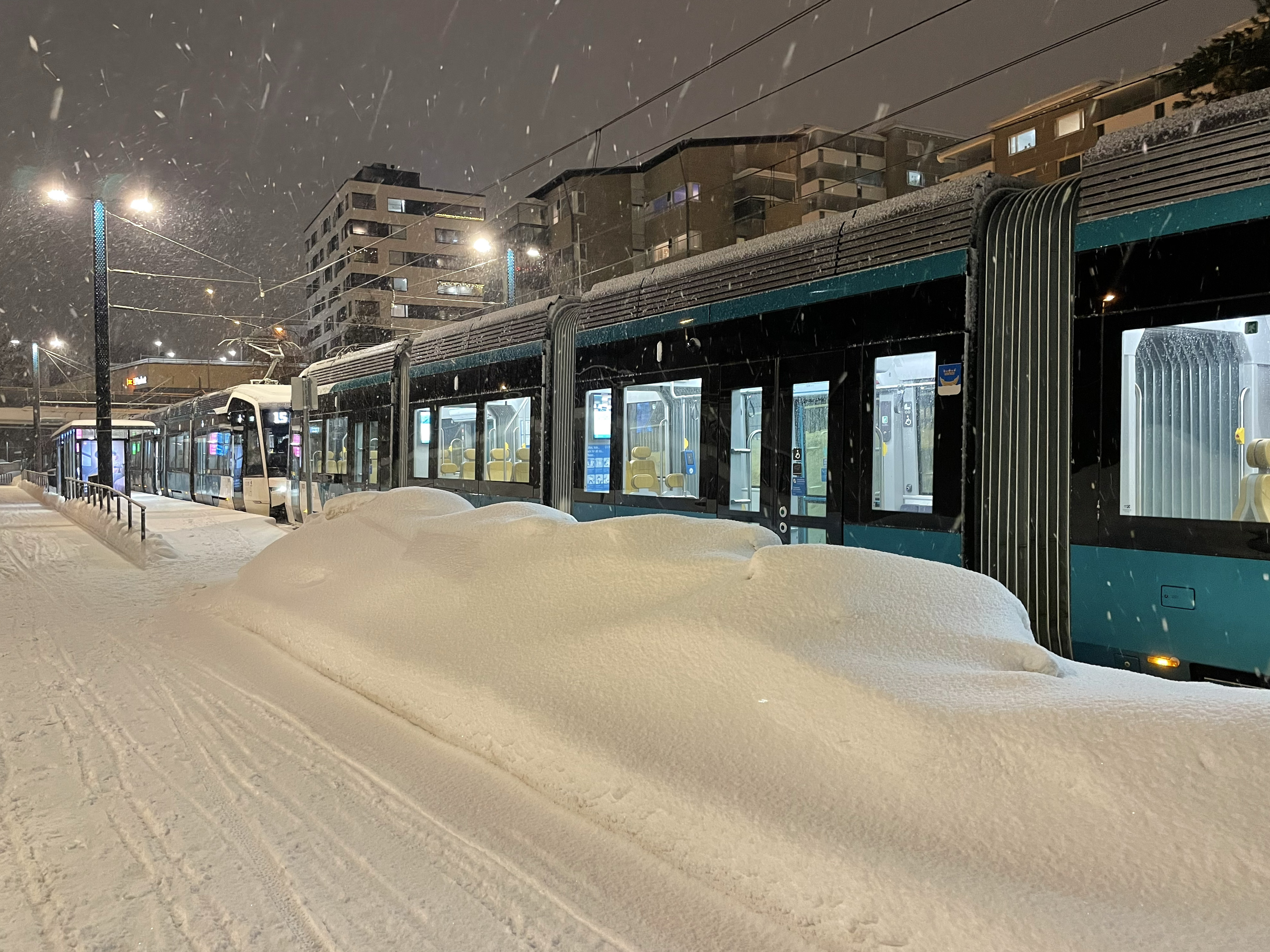
Två vagnar kopplade ihop med en axel i januari 2024. Den främre spårvagnen knuffas till depån.

### Elstörningar i Vik
En elstörning vid hållplatsen i Viks forskarpark stoppade linjen under en halv dag i mitten av december 2023. Hastighetsbegränsningen på linjen har varit 10 km/h sedan elstörningen och gatubelysningen som hör till spårvägens infrastruktur är ur funktion. Man tror att felet kan vara relaterat till strömförsörjningens magnetkompensationsområde i Vik som har byggts för att minska elektriska störningar på utrustningen i det vetenskapliga kampusområdet.

### Bilar på spåren
Spårvägen har sedan trafikstarten plågats av bilar som kör på spåren och fastnar där. I genomsnitt fastnar en bil på spårvagnsspåren nästan varannan dag. I januari 2024 meddelade Huvudstadsregionens Stadstrafik Ab att man skulle installera tillfälliga skyltar vid spårvägens korsningar.

### Svåra väderförhållanden
I januari 2024 isade ett underkylt regn ner kontaktledningarna på linjen och trafiken lamsologs från början av eftermiddagen. En vagn fastnade också på linjen och den sattes i rörelse genom att en annan vagn kopplades till den med en axel och knuffade den till depån. Händelseförloppet orsakade en försening på cirka en timme och en kö på flera vagnar.

## Utmärkelser
- Spårjokeralliansen fick Byggnadsingenjörsförbundets (RIL) RIL-pris 2023[42]
- Spårjokeralliansen valdes till Årets projekt 2023 av Projektyrkesförbundet (PRY)[43]
- År 2023 premierades Spårjokern som Årets betongkonstruktion av Betongindustrin[44]